# O Duelo (filme)
O Duelo é um filme brasileiro do diretor Marcos Jorge, lançado em 19 de março de 2015 baseado no livro Os Velhos Marinheiros ou o Capitão de Longo Curso do escritor baiano Jorge Amado. É o último trabalho do ator José Wilker.

## Enredo
Baseado no livro Os Velhos Marinheiros ou o Capitão de Longo Curso, de Jorge Amado,o filme conta a história do comandante Vasco Moscoso de Aragão (Joaquim de Almeida) e de sua agitada chegada a vila de Periperi, situada nas proximidades de um grande município portuário. Após uma longa vida de aventuras pelos mares, já maduro, este pitoresco forasteiro vem para ficar buscando descanso.
O capitão torna-se um contador de histórias e ganha simpatia de boa parte dos moradores, porém algumas pessoas começam a desconfiar de seu caráter, principalmente Chico Pacheco fiscal da vila e até então o cidadão mais admirado do local.

## Estreia
O filme foi lançado na noite de 19 de março de 2015 em um cinema de um shopping na Barra da Tijuca, no Rio de Janeiro.

## Elenco
| Ator                      | Personagem       |
| ------------------------- | ---------------- |
| Joaquim de Almeida        | Comandante Vasco |
| José Wilker               | Chico Pacheco    |
| Tainá Müller              | Dorothy          |
| João Gabriel Vasconcellos | Tenente Mário    |
| Cláudia Raia              | Carol            |
| Patricia Pillar           | Clotilde         |
| Jarbas Homem de Mello     | Pedro Alencar    |
| Milton Gonçalves          | Governador       |
| Marcio Garcia             | Georges          |

## Recepção da crítica
Para Isadora Rupp, do jornal Gazeta do Povo, "No geral, o elenco é competente (há problemas com alguns personagens, que se desenvolvem pouco e, em alguns casos, parecem irrelevantes), mas é José Wilker quem rouba a cena." Para Ruy Gardnier, do jornal O Globo, "Para um filme que elogia o fascínio pela narração, seja ela verdadeira ou não, “O duelo” peca por uma flagrante falta de domínio narrativo. O filme é dividido em partes demasiado estanques, e a mão pesada transparece na ausência de ritmo das cenas e nas tentativas poéticas, sempre óbvias."
O jornalista Daniel Dieb, da revista Veja, destacou um apelo do filme ao gênero de fantasia, pouco explorado no Brasil: "Sem exageros visuais, O Duelo tenta expandir os gêneros do cinema brasileiro, para que este não se restrinja à comédia e a longas que têm problemas sociais como plano de fundo."
O crítico de cinema, Rubens Ewald Filho, fez críticas em seu blog acusando a produção pelos problemas do longa. Já Marcelo Hessel, do Omelete, classificou o filme como "regular" com duas estrelas, fazendo um paralelo com Estômago, outro filme de Marcos Jorge.